# وویتک کریستف
وویتک کریستف (انگلیسی: Vojtech Christov؛ زادهٔ ۱۶ مارس ۱۹۴۵) داور فوتبال اهل اسلواکی است.
وی بازی فینال جام ملت‌های اروپا ۱۹۸۴ را داوری کرد.